# Сніги (роз'їзд)
Сніги́ — пасажирський залізничний роз'їзд Харківської дирекції Південної залізниці розташований на одноколійній, неелектрифікованій лінії Шпаківка — Готня.
Розташований у с-щі. Сніги Золочівського району між станціями Одноробівка та Золочів.
На зупинному пункті зупиняються приміські поїзди.